# Sturmspieß

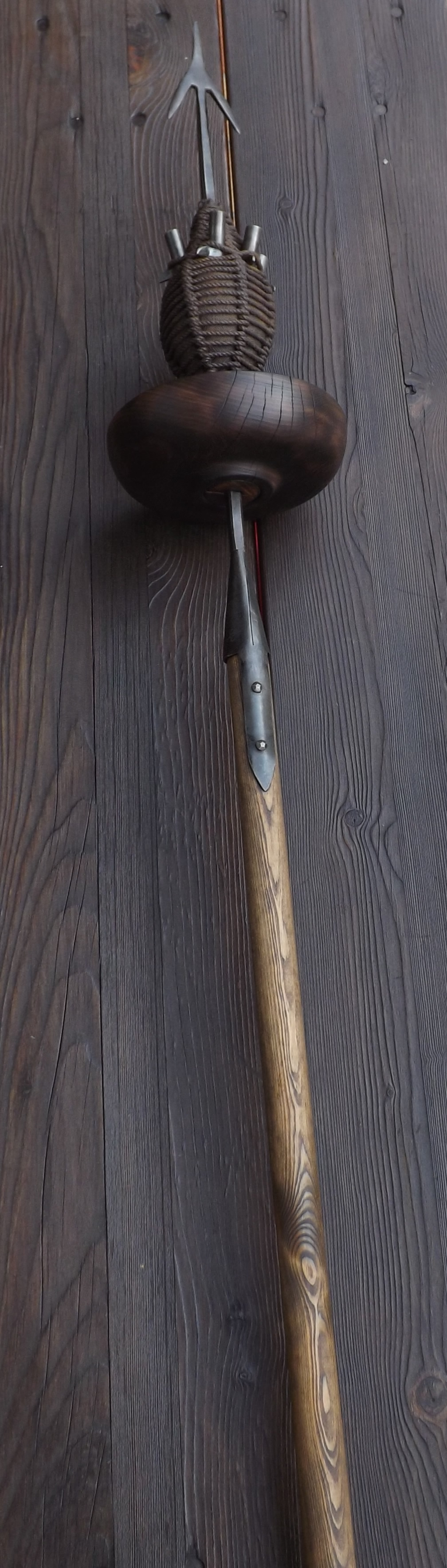
Rekonstruierter Sturmspieß nach einem Original der Emder Rüstkammer

Als Sturmspieß, auch Sturmstange (französisch (le) Baton aù feu) bzw. Feuer- (französisch (le) Baton de flame) oder Pechlanze werden Spieße bezeichnet, die als Brandwaffe bei der Belagerung und Erstürmung von Städten und Befestigungen verwendet wurden.

## Beschreibung

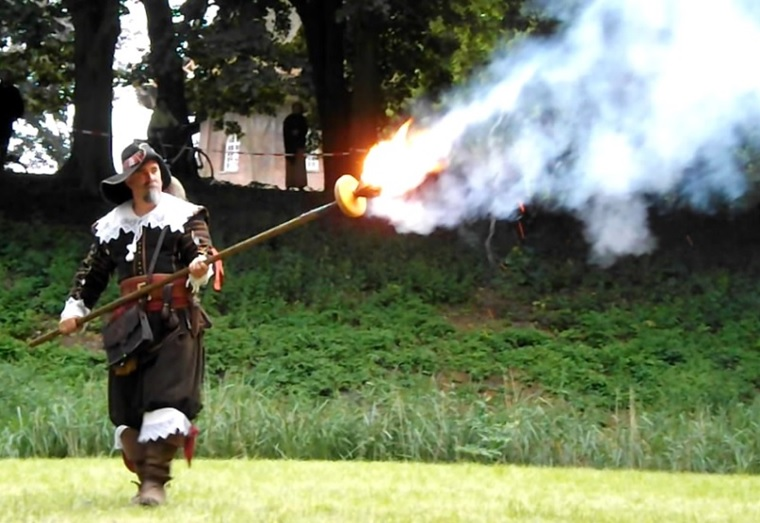
Brennender Sturmspieß (Rekonstruktion) bei einer Museumsveranstaltung in Emden 2016

Der Sturmspieß besteht aus einem hölzernen Schaft, der mit einer metallenen Spitze mit weit ausladenden Widerhaken ausgestattet ist. Je nach Bedarf konnten unterschiedliche Nutzlasten zwischen Schaft und Spitze befestigt werden, die aus einem Brandballen oder einem Sack, der mit einem Pulversatz und Schrot gefüllt war, bestanden. Es gab unterschiedliche Ladungen, die speziell für den jeweiligen Einsatz ausgewählt werden konnten, wobei Pulverladung und Brandmaterial variierten. Zum Eigenschutz des Benutzers war zwischen Wirkladung und Schaft eine Abschirmung in Form eines aus Eisen geschmiedeten oder aus Holz gedrechselten Tellers vorhanden.
Der Brandsatz (die Wirkladung) konnte zusätzlich noch mit Stacheln und eisernen Mordschlägen (Selbstschusselementen) armiert sein.
In einem Buch von 1686 findet sich eine Aufstellung der benötigten Waffen und Munition für die Belagerung der Stadt Ofen, dem heutigen Buda, die unter anderem 500 Stück Sturmspiesse umfasst. Der damalige Preis für eine Brandladung wird mit 36 Gulden angegeben, der für den Spieß mit 5 Gulden.